# Новосвітлівська селищна рада
Новосвітлівська селищна рада — селищна рада у Краснодонському районі Луганської області з адміністративним центром у смт Новосвітлівка.
Новосвітлівській селищній раді підпорядковано крім власне смт Новосвітлівка, також села Катеринівка і Лисе.
Адреса Новосвітлівської селищної ради: 94455, Луганська обл., Краснодонський р-н, смт Новосвітлівка, вул. Дорожна, 40.

## Населені пункти
Населені пункти, що відносяться до Новосвітлівської селищної ради.
| № | Назва         | Тип  | Рік заснування | Площа км² | Населення (2001), ос. |
| - | ------------- | ---- | -------------- | --------- | --------------------- |
| 1 | Новосвітлівка | смт  | 1860           |           | 3610                  |
| 2 | Катеринівка   | село | 1956           | 0,63      | 79                    |
| 3 | Лисе          | село | 1956           | 1,95      | 458                   |

## Керівний склад попередніх скликань
| ПІБ                            | Основні відомості                                   | Дата обрання | Дата звільнення |
| ------------------------------ | --------------------------------------------------- | ------------ | --------------- |
| Щербаков Станіслав Миколайович | Селищний голова, 1955 року народження, безпартійний | 17.07.2011   |                 |
| Щербаков Станіслав Миколайович | Селищний голова, 1955 року народження, безпартійний | 26.03.2006   | 31.10.2010      |

Примітка: таблиця складена за даними джерела 